# George DeTitta Sr.
George DeTitta Sr. (* 26. November 1930 in New York City; † 23. Dezember 2024) war ein US-amerikanischer Szenenbildner.

## Leben
DeTitta wurde in der Bronx geboren. Er begann seine Karriere im Filmstab 1965 bei den Dreharbeiten zur Filmkomödie Tausend Clowns, wo er jedoch ohne Namensnennung im Abspann blieb. Ab Anfang der 1970er Jahre begann er regelmäßig beim Film zu arbeiten und wirkte unter anderem an Ein Mann sieht rot und Die drei Tage des Condor mit. Gegen Ende der 1970er Jahre war er an Saturday Night Fever und Hair tätig.
1981 arbeitete er an Miloš Formans Drama Ragtime erstmals gemeinsam mit seinem Sohn George DeTitta Jr. Hierfür erhielt er 1982 eine Nominierung für den Oscar in der Kategorie Bestes Szenenbild, die Auszeichnung ging in diesem Jahr jedoch an Jäger des verlorenen Schatzes. Bis 1986 arbeitete er an vier weiteren Spielfilmen gemeinsam mit seinem Sohn, darunter Sidney Lumets Das Mörderspiel und John Landis’ Die Glücksritter. Eine weitere Zusammenarbeit mit seinem Sohn war der Fernsehfilm A Doctor’s Story von Peter Levin im Jahr 1984; dies war zugleich das einzige Fernsehengagement seiner Karriere.
DeTitta war mit June Fugel (1933–2013) verheiratet; aus der Ehe gingen fünf Kinder hervor.

## Filmografie (Auswahl)
- 1965: Tausend Clowns (A Thousand Clowns)
- 1974: Ein Mann sieht rot (Death Wish)
- 1975: Die drei Tage des Condor (Three Days of the Condor)
- 1977: Saturday Night Fever
- 1979: Hair
- 1980: Fame – Der Weg zum Ruhm (Fame)
- 1981: Ragtime
- 1982: King of Comedy
- 1982: The Verdict – Die Wahrheit und nichts als die Wahrheit (The Verdict)
- 1983: Die Glücksritter (Trading Places)
- 1984: Der Pate von Greenwich Village (The Pope of Greenwich Village)
- 1985: A Chorus Line
- 1986: Geschenkt ist noch zu teuer (The Money Pit)
- 1987: Eine verhängnisvolle Affäre (Fatal Attraction)
- 1987: Nichts als Ärger mit dem Typ (Outrageous Fortune)
- 1989: Lock Up – Überleben ist alles (Lock Up)
- 1990: Im Vorhof der Hölle (State of Grace)
- 1991: Billy Bathgate
- 1992: Kevin – Allein in New York (Home Alone 2: Lost in New York)

## Auszeichnungen (Auswahl)
- 1982: Oscar-Nominierung in der Kategorie Bestes Szenenbild für Ragtime